# Lotus Eterne
De Lotus Eterne is een conceptauto van het Britse automerk Lotus. De auto werd voor het eerst getoond tijdens de Mondial de l'Automobile van 2010. Als aandrijving wordt een 5.0 liter V8-motor gebruikt. Als de auto in 2015 in productie wordt genomen zal er ook een hybride versie geproduceerd worden.